# The Luzhin Defence
The Luzhin Defence es una película del año 2000 dirigida por Marleen Gorris y protagonizada por John Turturro y Emily Watson. La cinta narra la historia de un Gran Maestro Internacional del ajedrez perturbado mentalmente y una joven que conoce mientras compite en un torneo de ajedrez en Italia. El guion está basado en la novela escrita por Vladimir Nabokov llamada La Defensa.
Emily Watson recibió nominaciones como mejor actriz en los British Independent Film Awards y London Film Critics Circle Awards.

## Argumento
Alexander Luzhin (Turturro) tiene su primer contacto con el ajedrez durante su niñez, marcada por las discusiones familiares y el rechazo en el colegio. El juego se transforma, desde entonces, en una obsesión que lo convertirá en un maestro de ajedrez. En 1929, en un torneo celebrado en Como, al norte de Italia, deberá mostrar sus habilidades frente a Turati, el campeón rival. Sin embargo, conoce a Natalia (Watson), quien se encuentra en el mismo hotel y llegó a la ciudad para encontrarse con su madre. Sus desórdenes mentales pondrán en jaque su relación con ella y con el ajedrez.

## ¿Es real esta historia?
La historia no es real, pero está basada en la vida de Curt von Bardeleben, un gran maestro de finales del siglo XIX e inicios del siglo XX. Una de las peculiaridades de la película es que Luzhin hace una combinación en uno de sus juegos que corresponde a la partida real entre Vidmar y Euwe, donde Milan Vidmar gana brillantemente mediante una muy buena combinación, sin embargo en la película, el mate es imposible de lograr porque la torre negra en la partida mostrada esta en C1, haciendo que el mate final con Td8 sea imposible porque la torre blanca esta clavada.